# Lucien Martin (musicien)
Pour les articles homonymes, voir Lucien Martin et Martin.
Lucien Martin (né le 30 mai 1908 à Montréal – décédé le 29 octobre 1950 dans cette ville) est un  violoniste, chef d'orchestre, et compositeur canadien. 

## Biographie
Né à Montréal, Martin est le fils du violoniste et luthier Cyrice Martin ; il commence sa formation musicale avec son père avant d'entrer à l'âge de sept ans au Conservatoire national de musique de sa ville natale, dont il remporte la médaille d'or.
Martin poursuit ses études de violon à Montréal avec Albert Chamberland (1917–1920), Alfred De Sève (en) (1920–1923), et Camille Couture (1923–1925). Il étudie aussi l'harmonie avec Georges-Émile Tanguay (en). De 1925 à 1928, il effectue des tournées aux États-Unis comme violoniste de concert et de récital. Il remporte le Prix d'Europe en 1931, ce qui lui permet de poursuivre ses études en France à l'École normale de musique de Paris avec Maurice Hayot. Il obtient une licence de concert dans cette école en 1933.
En juillet 1933, Martin retourne dans sa ville natale. Il effectue de nombreux récitals à Montréal et se produit aussi de nombreuses fois comme soliste à la radio durant les années 1930 et 1940. Il tient la place de premier violon à l'Orchestre symphonique de Montréal et en particulier, le 4 février 1935, il interprète le Concerto pour violon no 1 de Max Bruch.
En 1936, Martin revient à Paris où il travaille avec Georges Enesco. De retour à Montréal l'année suivante, il devient le second violon du Dubois String Quartet avec qui il joue pendant une saison. Il joue également souvent dans des programmes de radio à la CKAC et dans le programme Les Joyeux Troubadours de la CBC à la fin des années 1930. Pendant les années 1940, il dirige un certain nombre de concerts publics. Il meurt en 1950 à Montréal à l'âge de 42 ans.
Seule une de ses compositions est publiée, La Chanson des belles, mélodie sur des paroles de Tristan Klingsor, qui a été interprétée par Jeanne Desjardins dans le programme Sérénade pour cordes de la CBC.